# Cadena de supervivencia
La cadena de supervivencia consiste en una serie de acciones que, ejecutadas adecuadamente, reducen la mortalidad asociada al paro cardíaco súbito. Como cualquier cadena, la cadena de supervivencia es tan fuerte como su eslabón más débil.  Los seis eslabones interdependientes de la cadena de supervivencia son el reconocimiento precoz, la RCP (Reanimación cardiopulmonar)  precoz, la desfibrilación precoz, el soporte vital cardíaco avanzado precoz, y la recuperación física y emocional. Los primeros tres eslabones de la cadena pueden ser llevados a cabo por los transeúntes que lo presencien, mientras que los segundos tres eslabones deberían realizarlos los profesionales sanitarios. Actualmente, entre el 70 y el 90% de las víctimas de paro cardíaco mueren antes de llegar al hospital. Sin embargo, el paro cardíaco súbito no tiene porque ser fatal si los testigos que le asisten siguen los pasos correctos se forma inmediata.

## Origen
Según la Asociación de Corazón americana, más de 300 000 personas padecen una parada cardíaca extrahospitalaria en los Estados Unidos cada año. Transcurridos los tres primeros minutos después de que se produzca el paro cardíaco, la falta de riego sanguíneo empieza a afectar al cerebro y, 10 minutos después, las probabilidades de supervivencia son escasas. Por consecuente, los transeúntes que asistan a la víctima solo disponen de unos minutos para actuar y optimizar sus probabilidades de supervivencia y recuperación. 
Para aumentar las probabilidades de supervivencia de aquellas personas que hayan padecido un paro cardíaco extrahospitalario, la American Heart Association y la International Liaison Committee on Resuscitation recomendaron el concepto de cadena de supervivencia a principios de los años 2000. Inicialmente, la cadena constaba de cuatro etapas: el primer eslabón era el acceso a los cuidados sanitarios de urgencia, el segundo eslabón era la RCP precoz, la desfibrilación precoz era el tercer enlace y el enlace final era soporte vital cardíaco avanzado precoz. Con el paso del tiempo, la American Heart Association añadió dos eslabones nuevos a la cadena: en 2010, los cuidados postreanimación y, en 2020, la recuperación física y emocional. También en 2020, la American Heart Association publicó una nueva cadena de supervivencia pediátrica para su aplicación en infantes, niños y adolescentes.  
No obstante, la «cadena de supervivencia» fue publicada por primera vez en el boletín de RCP for Citizens, un centro formativo de la American Heart Association en Orlando (Florida). Jim Page, fundador de la revista JEMS, recibió una copia del boletín y fue a pedir permiso para usa esta metáfora. La metáfora «cadena de supervivencia» fue desarrollada en 1987 por Mary M. Newman, cofundadora y Presidenta/CEO de la Sudden Cardiac Arrest Foundation (Fundación del Paro Cardíaco Súbito) y anterior Directora Ejecutiva del National Center for Early Defibrillation (Centro Nacional de Desfibrilación Precoz) de la Universidad de Pittsburgh. Fue utilizada como lema de la «Conference on Citizen CPR» («Conferencia sobre RCP Ciudadana») de 1988. En 1989, Newman escribió un artículo para el Journal of Emergency Medical Services donde explicaba su metáfora y, en 1990, la promocionó en un editorial que redactó para la primera edición de Currents in Emergency Cardiac Care. Posteriormente, la American Heart Association o AHA (Asociación Americana del Corazón) adoptó el concepto y profundizó sobre este en su guía de 1992 para la reanimación cardiopulmonar y la atención cardíaca de emergencia. El International Liaison Committee on Resuscitation (Comité de Unificación Internacional en Reanimación o ILCOR, por sus siglas en inglés) hizo eco del concepto en 1997.  A continuación, se describen los eslabones de la cadena de supervivencia.

## Acceso a los cuidados sanitarios de urgencia
Lo ideal sería que alguien reconociese un paro cardíaco inminente o que presenciase el paro cardíaco y llamase inmediatamente a los servicios de emergencia para iniciar el protocolo del SEM (Sistema de Emergencias Médicas) lo antes posible. Por desgracia, muchas de las personas que experimentan síntomas (por ejemplo, de angina de pecho) que pueden llevar a un paro cardíaco ignoran estos síntomas de advertencia o, a pesar de reconocer estos signos de peligro correctamente, optan por ponerse en contacto con familiares perjudicando la ejecución del protocolo del SEM, (por ejemplo, los ancianos suelen contactar con sus descendientes adultos en lugar de ponerse en contacto con los servicios de emergencia). [cita requerida]

## RCP precoz
Para una mayor eficacia, los testigos deben practicar la RCP inmediatamente después de que un paciente colapse. En su guía de 2015, la AHA volvió a insistir en la importancia de que haya más transeúntes que asistan que realicen una RCP basada en compresiones hasta que el personal del SEM llegue ya que, actualmente, los testigos aplican la RCP a menos del 40% de las personas que sufren paro cardíaco extrahospitalario. La guía recomienda a los transeúntes que asistan que empiecen la RCP en la persona que presuntamente a sufrido un paro cardíaco ya que el riesgo global de causar daños al paciente que recibe la RCP es bajo, incluso si su corazón no ha dejado de latir. Una RCP realizada de forma adecuada permite mantener el corazón en un ritmo desfibrilable durante unos 10-12 minutos más. [cita requerida]

## Desfibrilación precoz
La mayoría de los adultos que se pueden salvar del paro cardíaco están en fibrilación ventricular o en taquicardia ventricular sin pulso, el cual significa su corazón ha caído fuera de ritmo. La desfibrilación precoz es el eslabón de la cadena con mayor probabilidad de mejorar la supervivencia. La realización rápida y precoz de la desfibrilación está considerada el eslabón más importante la cadena de supervivencia. Cuando se aplica la desfibrilación rápidamente en los casos extrahospitalarios la probabilidades de supervivencia aumentan en uno 30 % y para dar la descarga al corazón del paciente se requiere el uso de un desfibrilador externo automático (DEA).
Mientras que la RCP mantiene el flujo sanguíneo de forma artificial, la realización de una rápida desfibrilación permite reiniciar el corazón y restaurar un ritmo cardíaco estable. Y, si solo al 40 % de los adultos que sufren un paro cardíaco se les aplica la RCP, aún menos del 12 % de ellos recibe una descarga mediante un DEA antes de la llegada del SEM. Es más, las probabilidades de supervivencia de la víctima se reducen hasta alcanzar el 10 % por cada minuto si no reciben rápidamente una desfibrilación.
Los DEA son cada vez más frecuentes en los comercios, las escuelas e, incluso, en los hogares a medida que la población adquiere consciencia de la importancia de realizar la desfibrilación precoz. Los DEA incluyen las instrucciones de uso pregrabadas y son fáciles de emplear. Si no se dispone de un DEA, los testigos que asistan deberán seguir con la RCP hasta que llegue el personal de emergencia con un desfibrilador, razón por la cual es importante reconocer el paro cardíaco y llamar a emergencias inmediatamente.
Los desfibriladores en lugares públicos podrían ser la clave para mejorar la tasa de supervivencia en caso de paro cardíaco extrahospitalario, pero es todavía mejor cuando los otros eslabones de la cadena no fallan.

## Atención avanzada precoz
Otro eslabón crítico de la cadena de supervivencia es el soporte vital cardíaco avanzado (SVCA) avanzado practicado de forma precoz por paramédicos. En comunidades con una tasa de supervivencia > 20%, al menos dos de los rescatistas han recibido entrenamiento de nivel avanzado. [cita requerida]
Algunos servicios de ambulancias de SVCA dispondrán de medicación para tratar dolores, arritmias, choques o congestiones pulmonares; monitorizarán el ritmo cardíaco para identificar cualquier arritmia potencialmente letal; o iniciarán la estimulación cardíaca transcutánea. Los servicios de ambulancias de SVCA utilizan la regla mnemotécnica «MONA» (morfina, oxígeno, nitroglicerina y aspirina) para recordar el tratamiento extrahospitalario que se aplica en caso de paro cardíaco.
A menudo, los servicios de ambulancias de SVCA conectarán al paciente a un monitor de electrocardiograma para transmitir los hallazgos al hospital o centro médico que lo vaya a acoger y, de este modo, facilitar el diagnóstico del ataque al corazón y reducir significativamente el tiempo de administración de un tratamiento en el hospital. Este ECG realizado antes del ingreso y su notificación han demostrado una mejora en los resultados de los pacientes. En el caso de que se produzcan complicaciones en el lugar donde se produjo el ataque o de camino al hospital, los servicios de ambulancias de SVCA pueden proporcionar tratamientos de rescate como la RCP, la desfibrilación precoz, el manejo de las vías aéreas y la administración de medicación intravenosa.

## Recuperación
En octubre de 2020, la AHA añadió la fase de recuperación a modo de sexto eslabón de la cadena de supervivencia. La recuperación consiste en que los supervivientes de un paro cardíaco reciban tratamiento, estén controlados y reciban rehabilitación en un hospital. También incluye una evaluación de la ansiedad, la depresión y del estrés postraumático, factores que podrían provocar que se repitiese el incidente. Antes de ser dado de alta del hospital, la AHA recomienda que se les realice una evaluación a los supervivientes de un paro cardíaco para conocer las terapias y la rehabilitación que les permitan tratar cualquier secuela física, neurológica, cardiopulmonar o cognitiva. También recomiendan que se les proporciones un plan completo y multidisciplinario con recomendaciones de tratamiento médico y de rehabilitación, y el pronóstico de evolución para poder regresar a la actividad diaria y laboral.
La recuperación de un paciente que ha sufrido un paro cardíaco continúa mucho tiempo después de su hospitalización inicial derivada del ataque, por lo que la AHA recomendaba en su guía de 2020 que los pacientes recibiesen asistencia y cuidados médicos que les ayuden con sus necesidades físicas, cognitivas y psicosociales.